# Sphaerobothria
Sphaerobothria is een geslacht van spinnen uit de familie vogelspinnen (Theraphosidae).

## Soorten
De volgende soorten zijn bij het geslacht ingedeeld:
- Sphaerobothria hoffmanni Karsch, 1879